# Iso Hietajärvi (sjö i Lieksa, Norra Karelen)
Iso Hietajärvi är en sjö i kommunen Lieksa i landskapet Norra Karelen i Finland. Sjön ligger 164,8 meter över havet. Den är 8,8 meter djup. Arean är 82 hektar och strandlinjen är 5,95 kilometer lång. Sjön  ingår i Vuoksens huvudavrinningsområde.   Den ligger omkring 78 kilometer nordöst om Joensuu och omkring 450 kilometer nordöst om Helsingfors. 